# Babimost
Babimost [baˈbʲimɔst] (deutsch Bomst) ist eine Kleinstadt im Powiat Zielonogórski der polnischen Woiwodschaft Lebus. Sie ist Sitz der gleichnamigen Stadt-und-Land-Gemeinde mit etwa 6250 Einwohnern.

## Geographische Lage

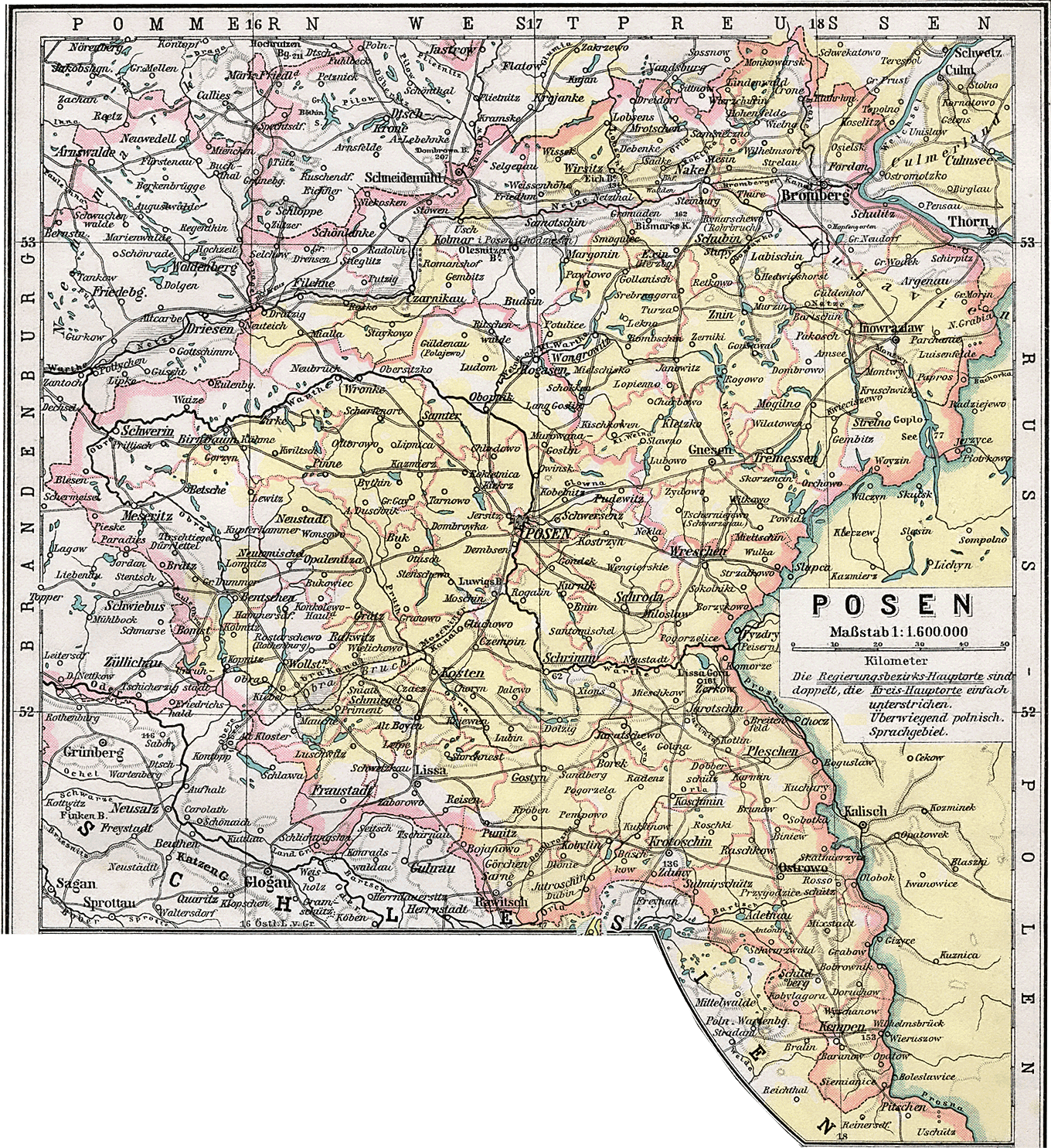
Bomst nordöstlich der Stadt Züllichau und westsüdwestlich der Stadt Posen auf einer Landkarte der Provinz Posen von 1905 (gelb markierte Flächen kennzeichnen Gebiete mit seinerzeit mehrheitlich polnischsprachiger Bevölkerung).

Die Stadt liegt in der historischen Region Großpolen an dem Flüsschen Faule Obra, etwa 20 Kilometer nordöstlich der Stadt Züllichau (Sulechów) und 75 Kilometer westlich der Stadt Posen.

## Geschichte

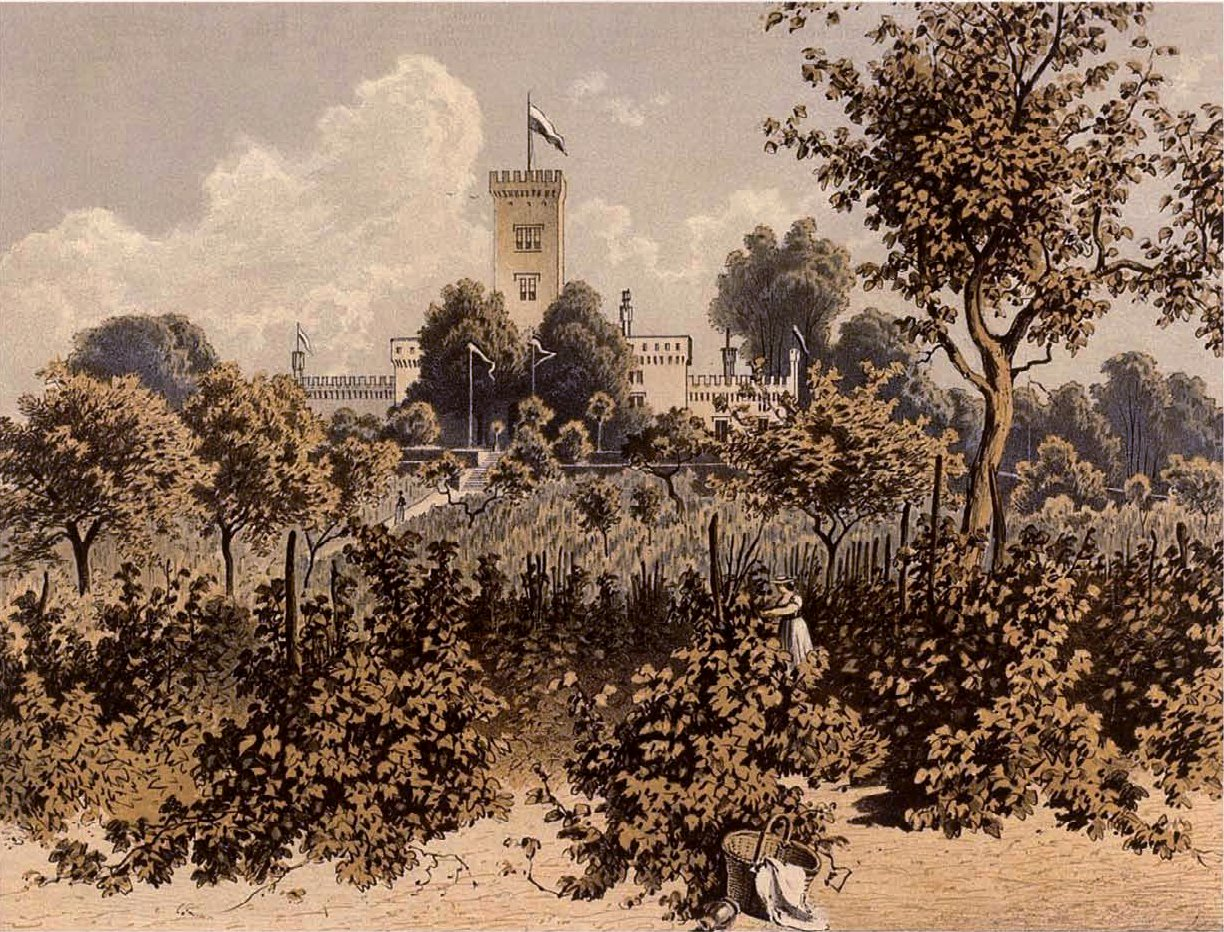
Schloss Augusthoehe Bomst

Bomst entstand vermutlich um 1000 an einer Furt durch die Faule Obra als Siedlung um eine Befestigungsanlage. Bis 1307 befand sich der Ort im Besitz der pommerschen Adelssippe der Swenzonen. Im Jahre 1319 kam die Stadt zu Brandenburg, 1329 an den schlesischen Herzog Heinrich den Getreuen von Glogau, der sich 1335 König Johann von Böhmen unterordnete. Władysław II. Jagiełło, polnischer König seit 1386, gab ihr vor 1397 Magdeburger Recht. 1530 erneuerte Sigismund der Alte die Stadtrechte nach dem Vorbild der Stadt Posen. Neben der regelmäßigen Altstadt wurde 1652 durch schlesische Exulanten die Neustadt gegründet, die schnell zum größten Stadtteil anwuchs.
Im Zweiten Nordischen Krieg wurde Bomst 1656 von einem schwedischen Heer ausgeraubt und zerstört. Die Schweden verbrannten den Pfarrer und den Vikar auf einem Scheiterhaufen. Im 18. Jahrhundert wurde die Synagoge wieder errichtet. 1782 wurde die erste protestantische Kirche errichtet. Im Jahre 1793 kam Bomst zu Preußen. Die Einwohner lebten von der Tuch- und Schuhmacherei und vor allem vom Hopfen- und Weinanbau (Bomst war bis zum Zweiten Weltkrieg nördlichster Weinort Deutschlands).
Zwischen 1818 und 1938 war Bomst (mit Unterbrechungen) Sitz des Landkreises Bomst. Bis 1945 war die Stadt dem Landkreis Züllichau-Schwiebus angegliedert.
Gegen Ende des Zweiten Weltkriegs wurde Bomst im Februar 1945 bei Kämpfen der Wehrmacht mit der Roten Armee zu 35 Prozent zerstört. Die Stadt wurde von der Roten Armee besetzt und im Sommer 1945 von der sowjetischen Besatzungsmacht gemäß dem Potsdamer Abkommen unter polnische Verwaltung gestellt. Es begann danach die allmähliche Zuwanderung von Polen. Soweit die deutschen Einwohner nicht geflohen waren, wurden sie in der Folgezeit von der örtlichen polnischen Verwaltungsbehörde aus Bomst vertrieben.
1945 bis 1950 war der Ort wieder Kreisstadt. Die Einwohnerzahl erhöhte sich nach dem Krieg: 1946 lebten 1284 Menschen hier, 1957 waren es schon 2100.

## Baulichkeiten
- Katholische St.-Laurentius-Kirche, erbaut von 1730 bis 1740 im spätbarocken Stil anstelle eines 1728 angebrannten Vorgängerbaus. Ein Brand im Jahr 1832 zerstörte die barocken Türme, die 1888 in klassizistischen Formen wieder aufgebaut wurden.
- Evangelische Kirche, erbaut von 1782 bis 1789 in spätbarocken Formen, seit 1945 ungenutzt
- Friedhofskapelle St. Jacek, erbaut 1740, erneuert 1850
- Rathaus, errichtet Anfang des 19. Jahrhunderts im klassizistischen Stil

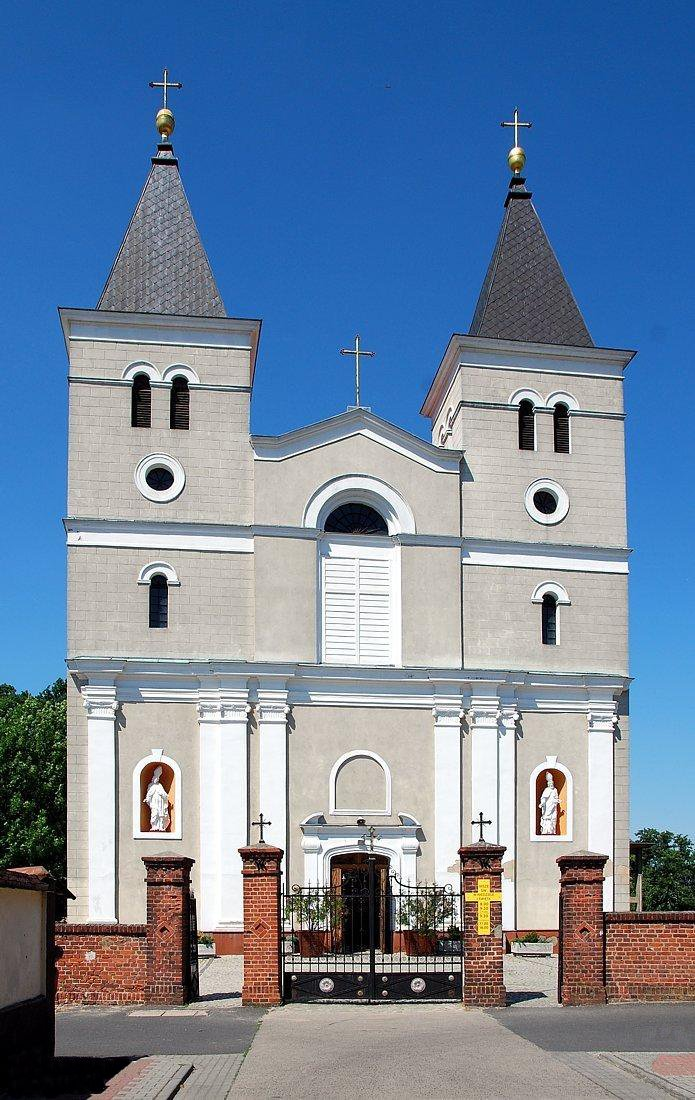
Katholische Kirche St. Laurentius
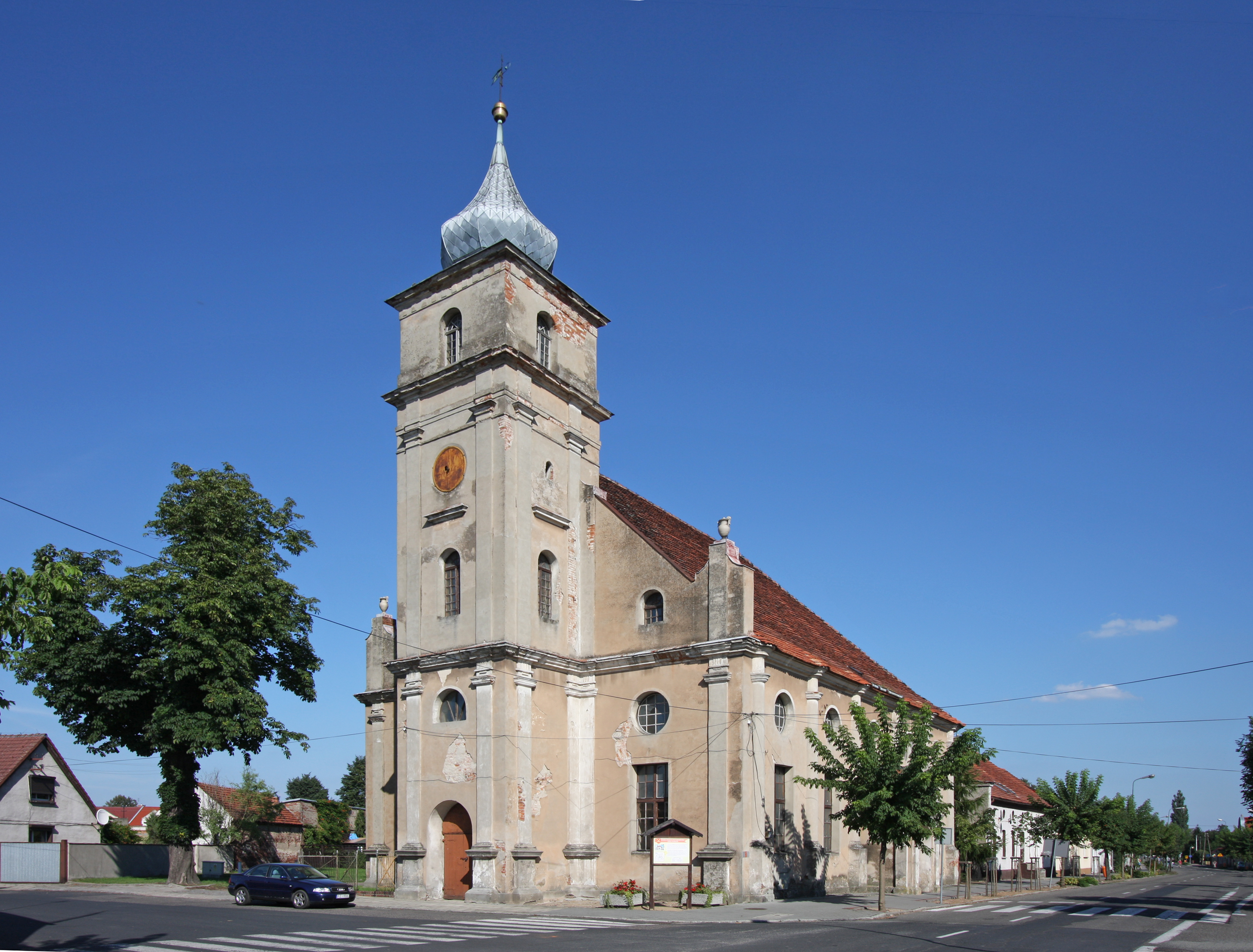
Evangelische Kirche
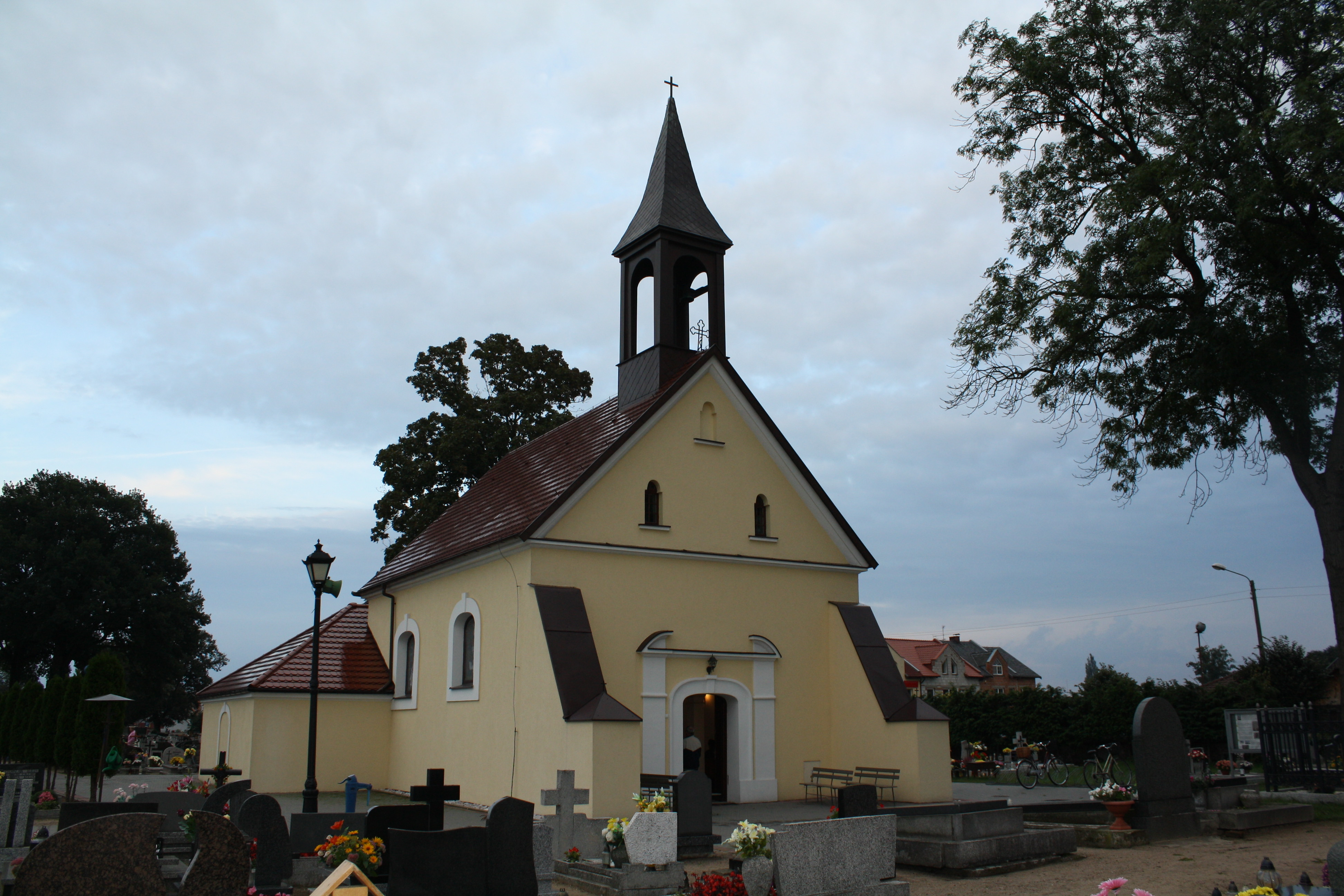
Friedhofskapelle St. Jacek
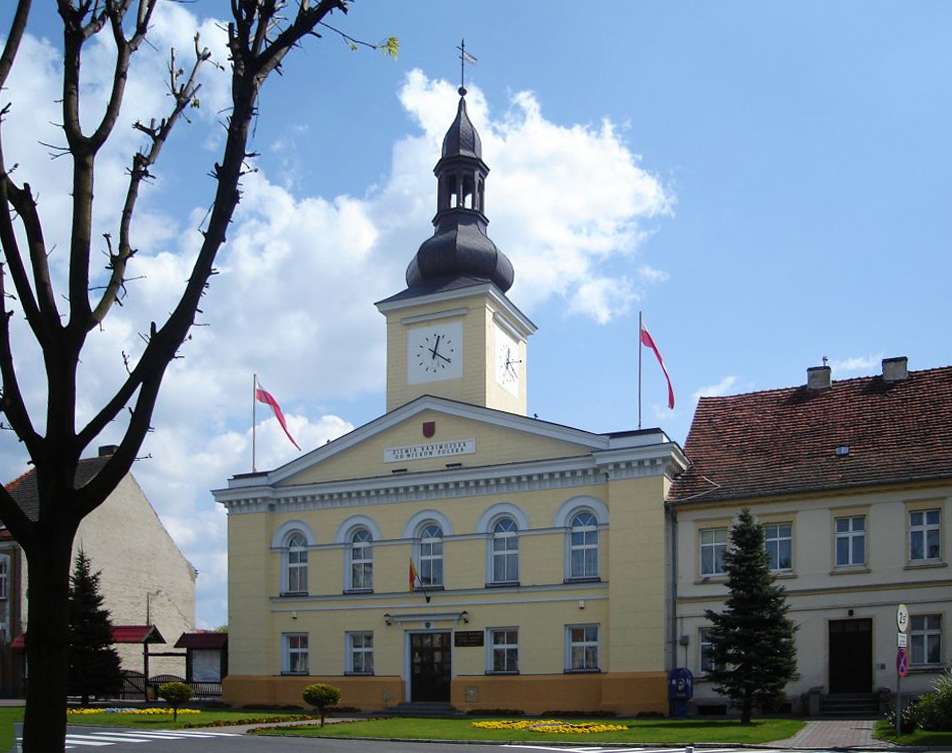
Rathaus der Stadt
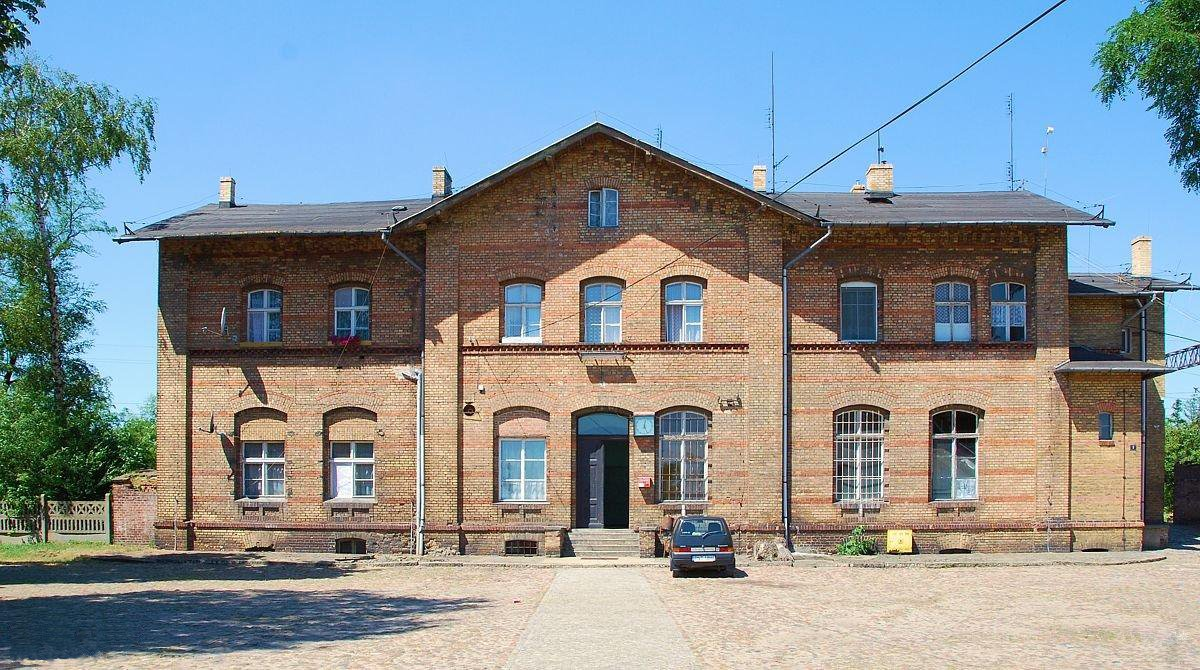
Bahnhofsgebäude
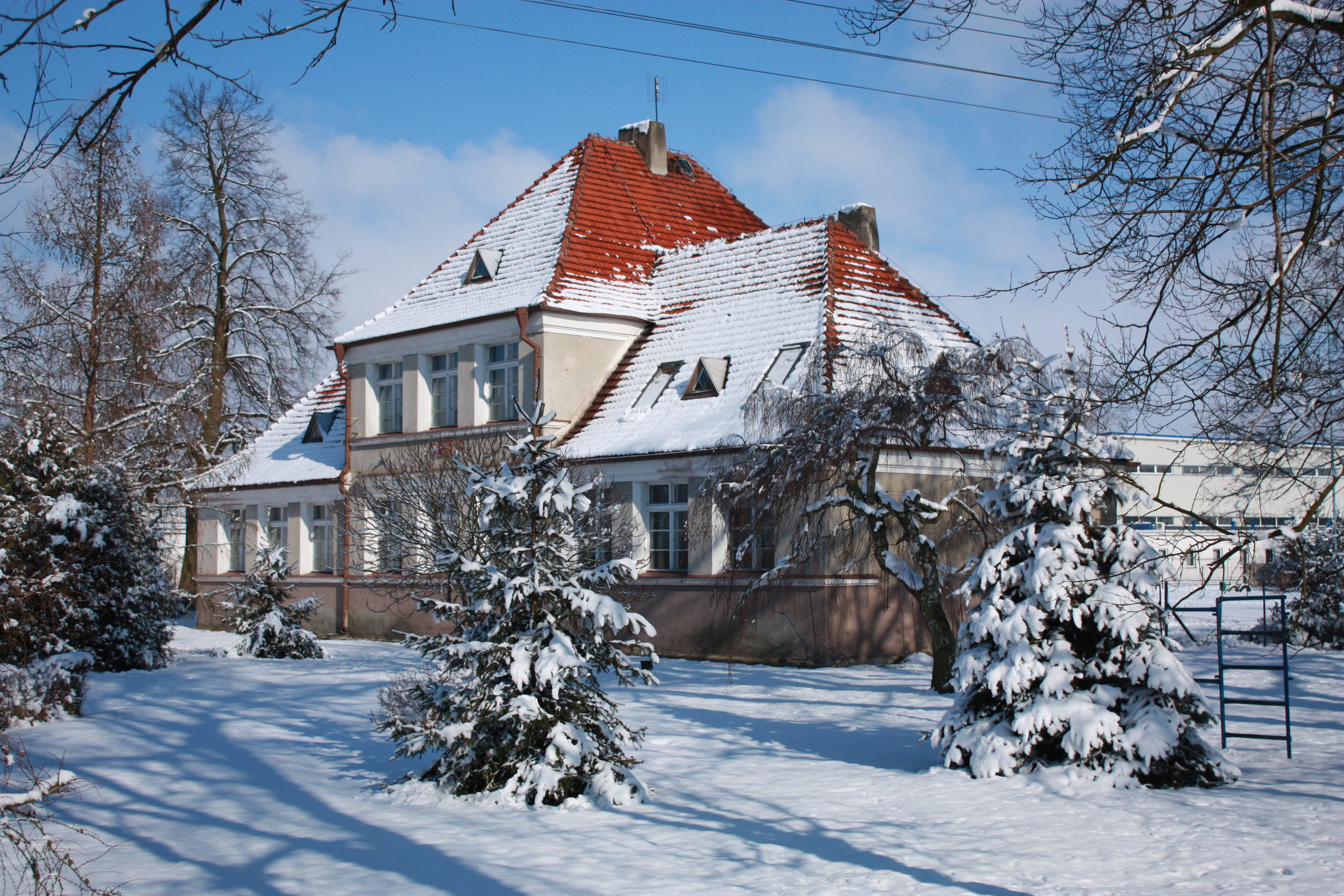
Schulgebäude
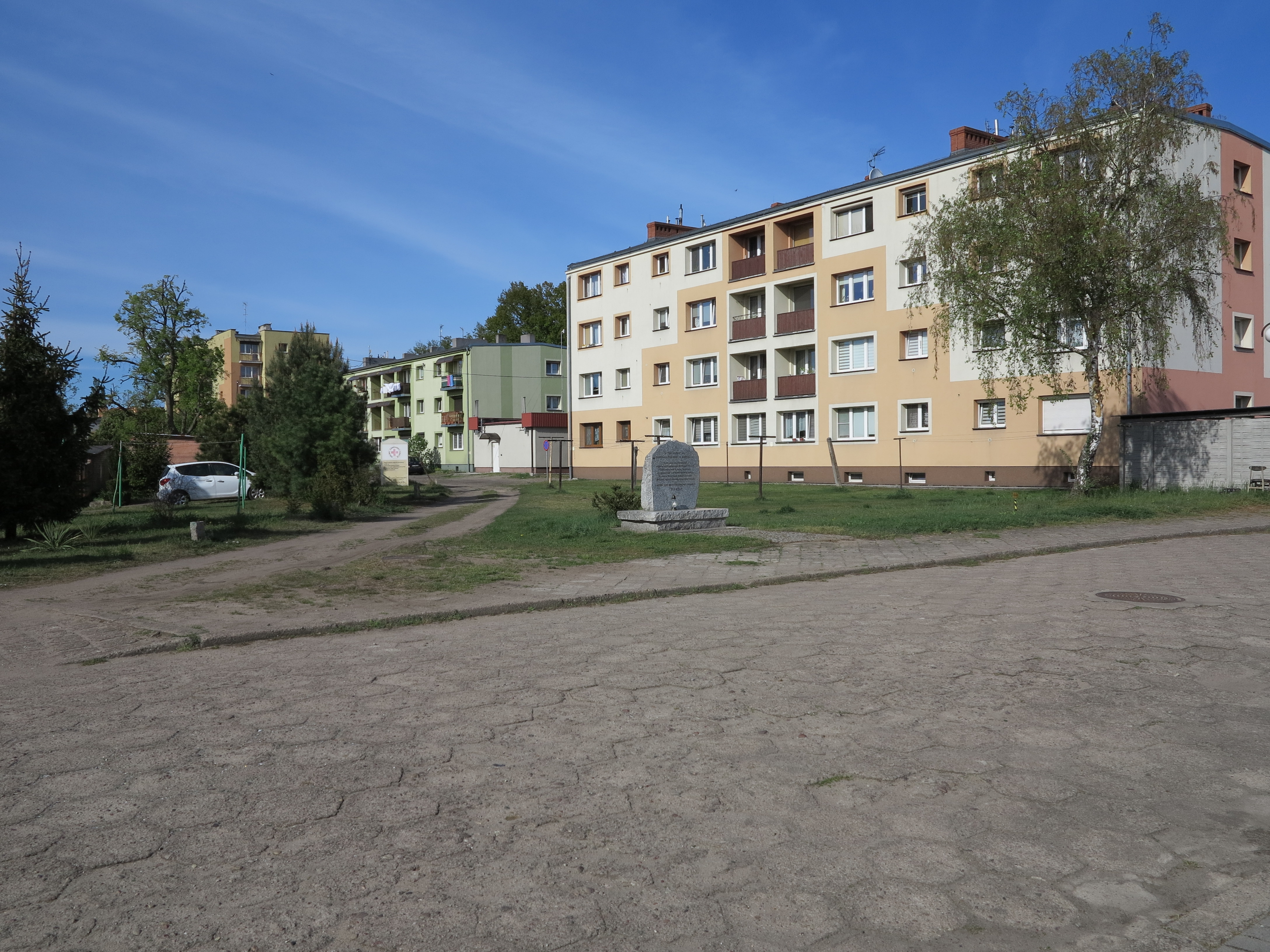
Gelände des ehemaligen jüdischen Friedhofs
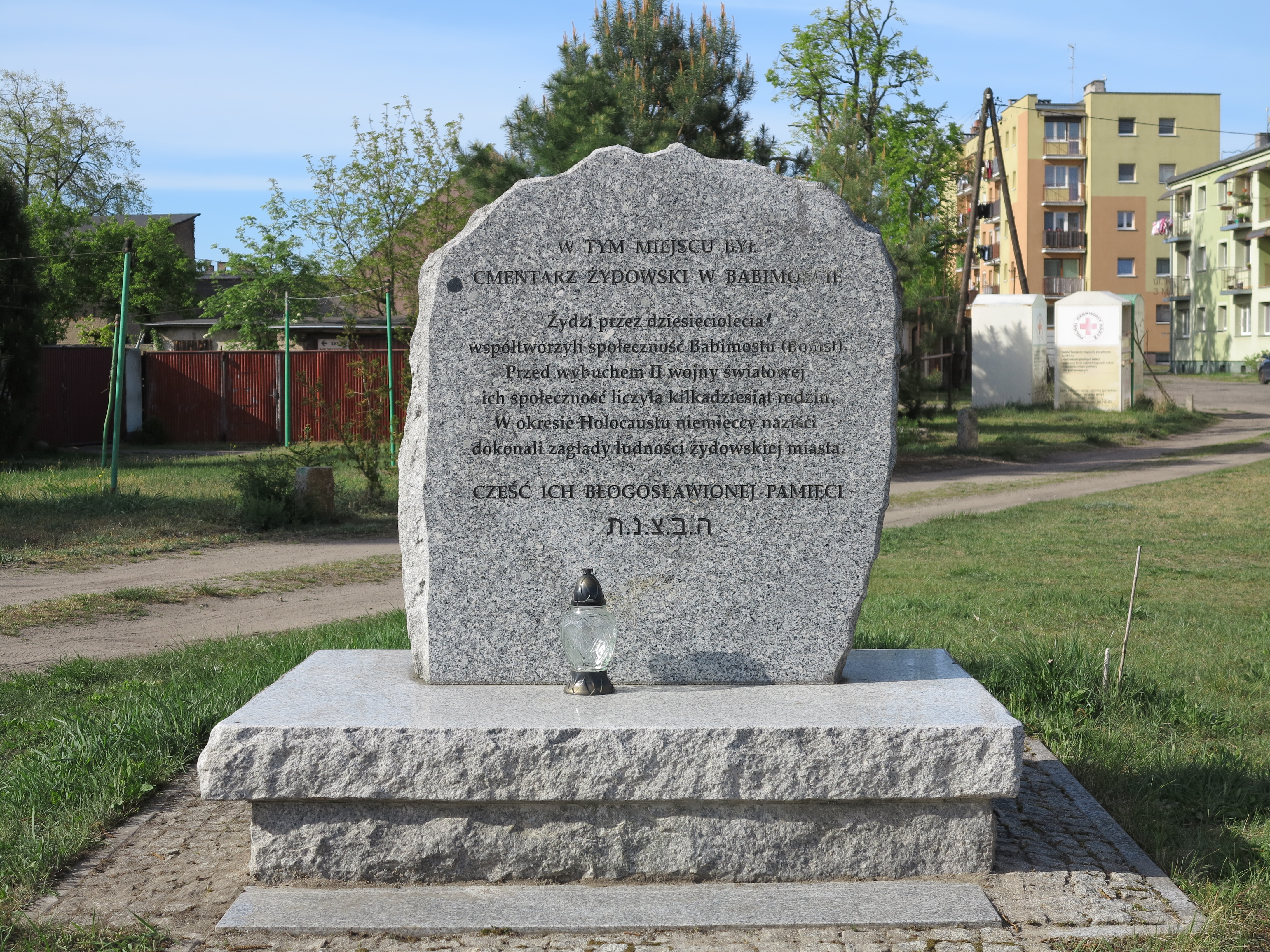
Gedenkstein für den ehemaligen jüdischen Friedhof (Kirkut)
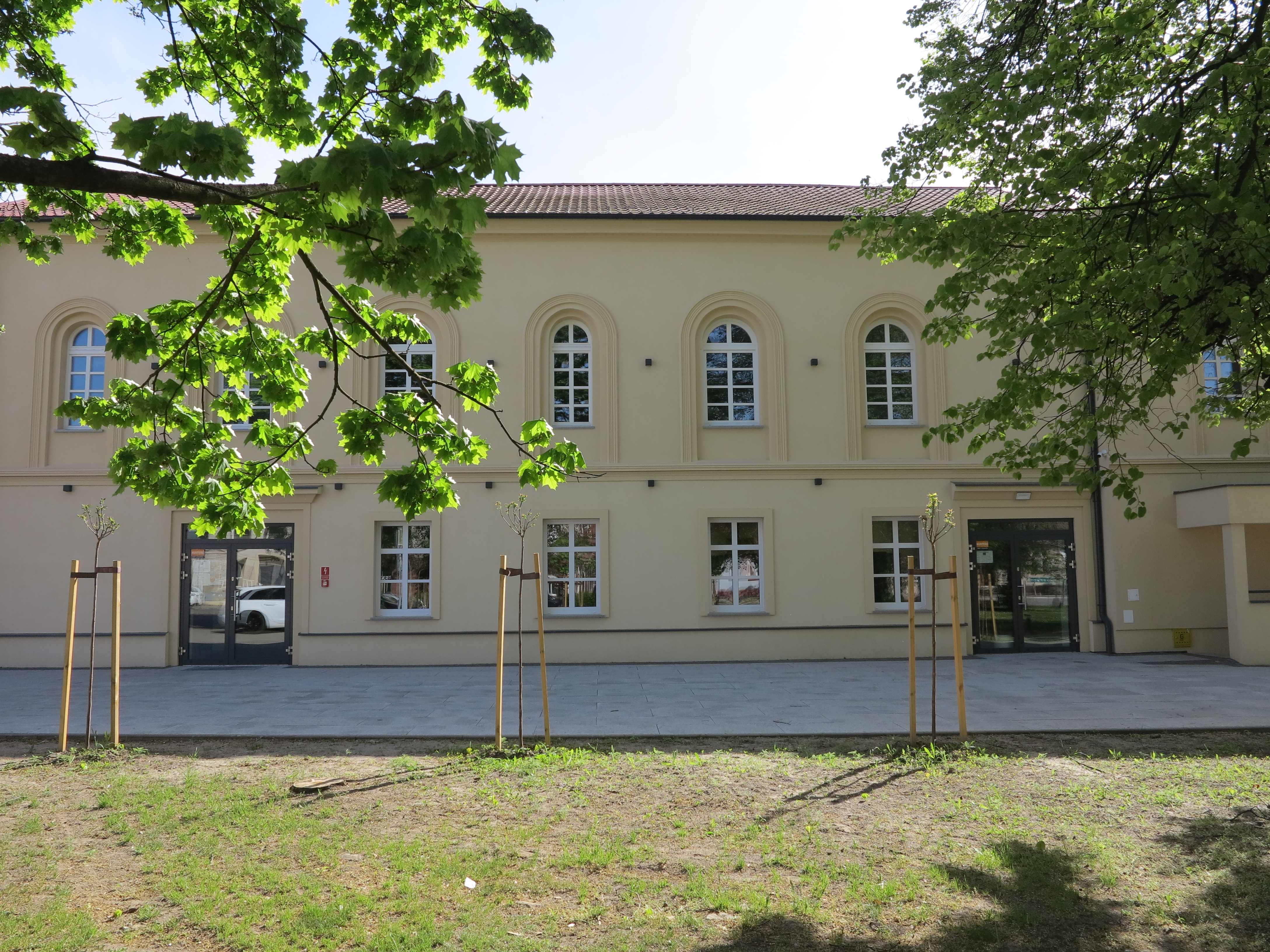
Ehemalige Synagoge in Babimost, heute Wiesław-Sauter-Bibliothek
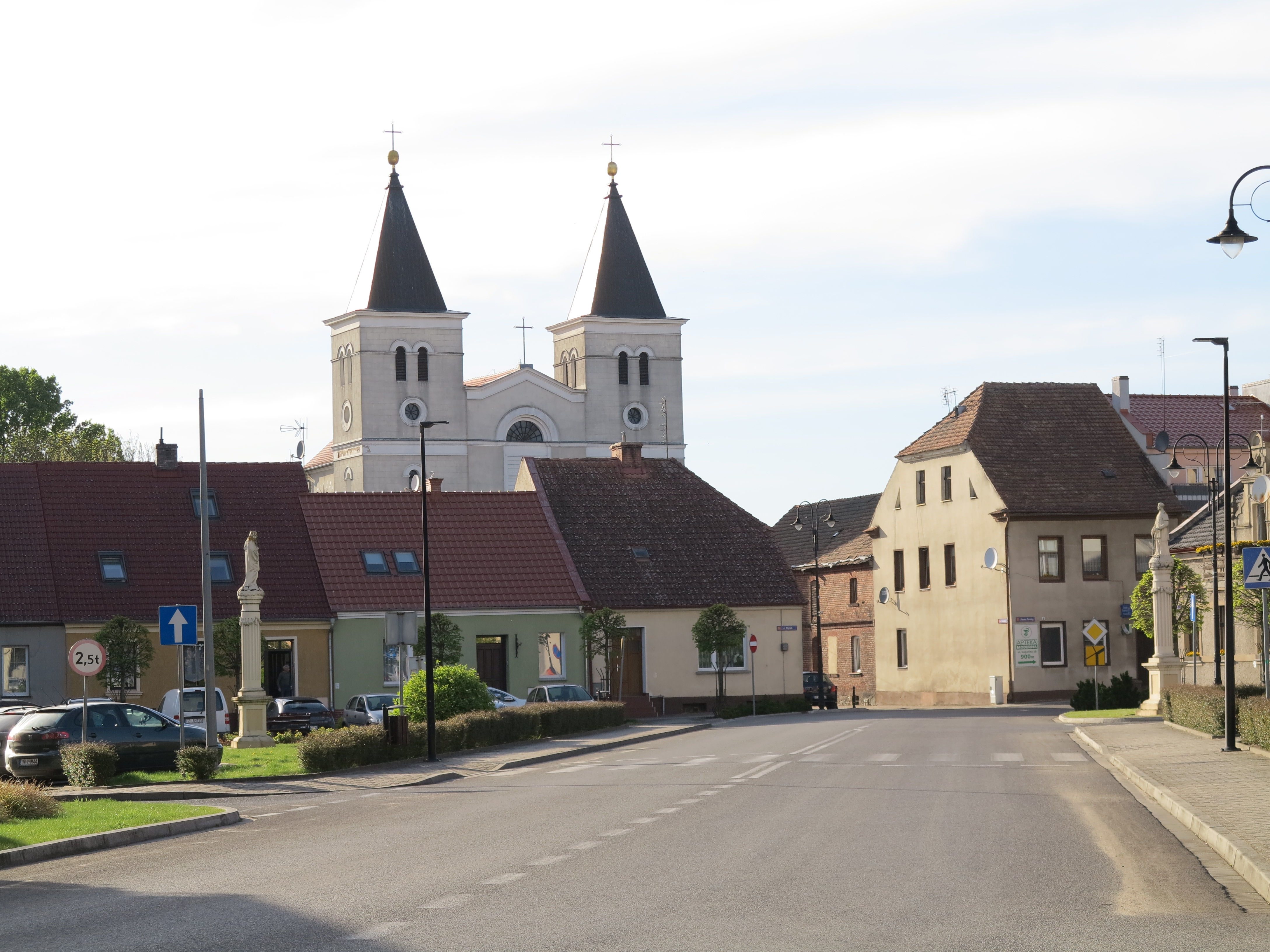
Blick vom Rathaus über den Marktplatz, im Hintergrund die Türme der katholischen Laurentiuskirche

## Demographie
| Jahr | Einwohner | Anmerkungen |
| ---- | --------- | --- |
| 1800 | 1412      | zum Teil Polen |
| 1816 | 1697      | [ 1 ] |
| 1843 | 2278      | [ 1 ] |
| 1861 | 2323      | [ 1 ] |
| 1867 | 2290      | am 3. Dezember |
| 1871 | 2273      | darunter 1060 Evangelische, 1010 Katholiken, 200 Juden (200 Polen); nach anderen Angaben 2272 Einwohner, davon 1070 Evangelische, 1042 Katholiken, 160 Juden |
| 1875 | 2184      | [ 6 ] |
| 1880 | 2179      | [ 6 ] |
| 1890 | 2141      | davon 972 Evangelische, 1079 Katholiken und 90 Juden (200 Polen)                                                                                             |
| 1900 | 2123      | meist Katholiken |
| 1910 | 1886      | ohne den Gutsbezirk Bomst (193 Einwohner) |
| 1933 | 1803      | [ 6 ] |
| 1939 | 2191      | [ 6 ] |

## Partnerschaften
- Neuruppin, Deutschland
- Amt Döbern-Land, Spree-Neiße-Kreis in Deutschland
- Die Stadt- und Landgemeinde unterhält eine Partnerschaft mit der brandenburgischen Gemeinde Felixsee.

## Gemeinde
Babimost bildet eine Stadt-und-Land-Gemeinde (gmina miejsko-wiejska) mit etwa 6250 Bewohnern auf 93 km².

## Persönlichkeiten
- Gustav Kalixt von Biron, Herzog von Kurland (1780–1821), preußischer Generalleutnant
- Jan Gładysz (1762–1830), polnischer Maler
- Emil Pfitzner (1837–1896), Pastor, Hofprediger, Konsistorialrat und Historiker